# Zunhua
Zunhua (chinesisch 遵化市, Pinyin Zūnhuà Shì) ist eine chinesische kreisfreie Stadt der bezirksfreien Stadt Tangshan im Nordosten der Provinz Hebei. Sie hat eine Fläche von 1521 km² und zählte im Jahre 2017 723.000 Einwohner.
Die Bevölkerungszählung des Jahres 2000 hatte eine Gesamtbevölkerung von 683.662 Personen in 190.708 Haushalten ergeben, davon 348.121 Männer und 335.541 Frauen.
Zunhua hat ein gemäßigtes Klima mit einer Jahresdurchschnittstemperatur von 10,9 °C und Niederschlägen von im Schnitt 725 Millimetern pro Jahr. Es gibt jährlich durchschnittlich 2608 Sonnenstunden und 182 frostfreie Tage.

## Administrative Gliederung
Zunhua setzt sich auf Gemeindeebene aus zwei Straßenvierteln, dreizehn Großgemeinden und zwölf Gemeinden zusammen. Diese sind:
- Straßenviertel Huaming Lu (华明路街道), Wenhua Lu (文化路街道)
- Großgemeinden  Zunhua (遵化镇), Baozidian (堡子店镇), Malanyu (马兰峪镇), Ping'ancheng (平安城镇), Dongxinzhuang (东新庄镇), Xindianzi (新店子镇), Dangyu (党峪镇), Dibeitou (地北头镇), Dongjiuzhai (东旧寨镇), Tiechang (铁厂镇), Sujiawa (苏家洼镇), Jianming (建明镇), Shimen (石门镇)
- Gemeinden Xiliucun (西留村乡), Cuijiazhuang (崔家庄乡), Xingwangzhai (兴旺寨乡), Liubeizhai (刘备寨乡), Tuanpiaozhuang (团瓢庄乡), Niangniangzhuang (娘娘庄乡), Xisanli (西三里乡), Houjiazhai (侯家寨乡), Xiaochang (小厂乡), Nationalitätengemeinde Xixiaying der Mandschu (西下营满族乡), Nationalitätengemeinde Tangquan der Mandschu (汤泉满族乡), Nationalitätengemeinde Dongling der Mandschu (东陵满族乡)[3]

Auf Dorfebene bestehen obengenannte Verwaltungseinheiten aus 648 Dörfern.

## Kultur
Die Kaisergräber der Östlichen Qing-Gräber (Qing dongling 清东陵) stehen seit 1961 auf der Liste der Denkmäler der Volksrepublik China (1-179).

## Persönlichkeiten
- Mao Shouxian (1922–2008), Biochemiker und Biomorphologe